# Bedeutungserweiterung
Bedeutungserweiterung ist ein Fachbegriff aus der Linguistik und bezeichnet eine Art des Bedeutungswandels. Dabei treten prinzipiell zwei mögliche Fälle auf: Wörter erhalten eine zusätzliche Bedeutung oder die Bedeutung, die sie haben, wird unspezifischer.

## Bedeutungserweiterung im Sprachenkontakt
Das passiert häufig bei etymologisch verwandten Wörtern in zwei Sprachen. Je näher die Sprachen miteinander verwandt sind, desto mehr gemeinsamen Erbwortschatz haben sie.
So gibt es zum Beispiel im namibischen Deutsch sehr oft Bedeutungserweiterungen, weil sehr viele Wörter des Deutschen und des Afrikaansen eine gemeinsame Herkunft haben.